# 2-8-2

2-8-2轮式示意

「2-8-2」是華氏式別中的蒸氣機車輪式之一，即機車擁有兩個導輪（一軸）、八個動輪（四軸）及兩個從輪（一軸）。這種輪式又稱為「御門式」（Mikado，多簡稱為Mike）或「麥克阿瑟式」（MacArthur），在美國頗為流行，但在歐洲、日本等也有採用。

## 其他标示
這種軸式在其他分類法中的標示如下：
- UIC分類法：1D1（與德國式和意大利式分類法相同）
- 法國式：141（與西班牙式分類法相同）
- 土耳其式：46
- 瑞士式：4/6
- 俄羅斯式：1-4-1

## 设计
2-8-2輪式容許機車的火箱置於動輪後方，從而可擴充火箱的闊度及深度，使燃燒生熱的速度加快，更多蒸氣隨之產生，從而增強速度及牽引力。在不撞到火箱的情況下，動輪的輪徑可加大，代表在重載的情況下，這種機車可比沒有從輪的2-8-0機車跑得更快。

## 命名
名字方面，「Mikado」是源自一批於1897年為日本鐵路建造的9700型蒸汽机车，及於1885年由吉伯特與蘇利文演出的《The Mikado》歌劇，因此便以「御門式」之名廣為美國人所知。在鐵路機車走向柴油化以前，這種輪式佔有一定比例。在1917年至1944年間，美國鐵路局設計的機車當中，各生產商共製出為數2,200多輛的2-8-2機車，是最為流行的輪式。
美國在二戰前一直稱之為「御門式」，及至1941年日本偷襲珍珠港，美國人嘗試為2-8-2找一個較美式的名字以「去日本化」，最後出現「麥克阿瑟式」這個別名，該名稱來自道格拉斯·麥克阿瑟將軍。

## 运用

### 日本

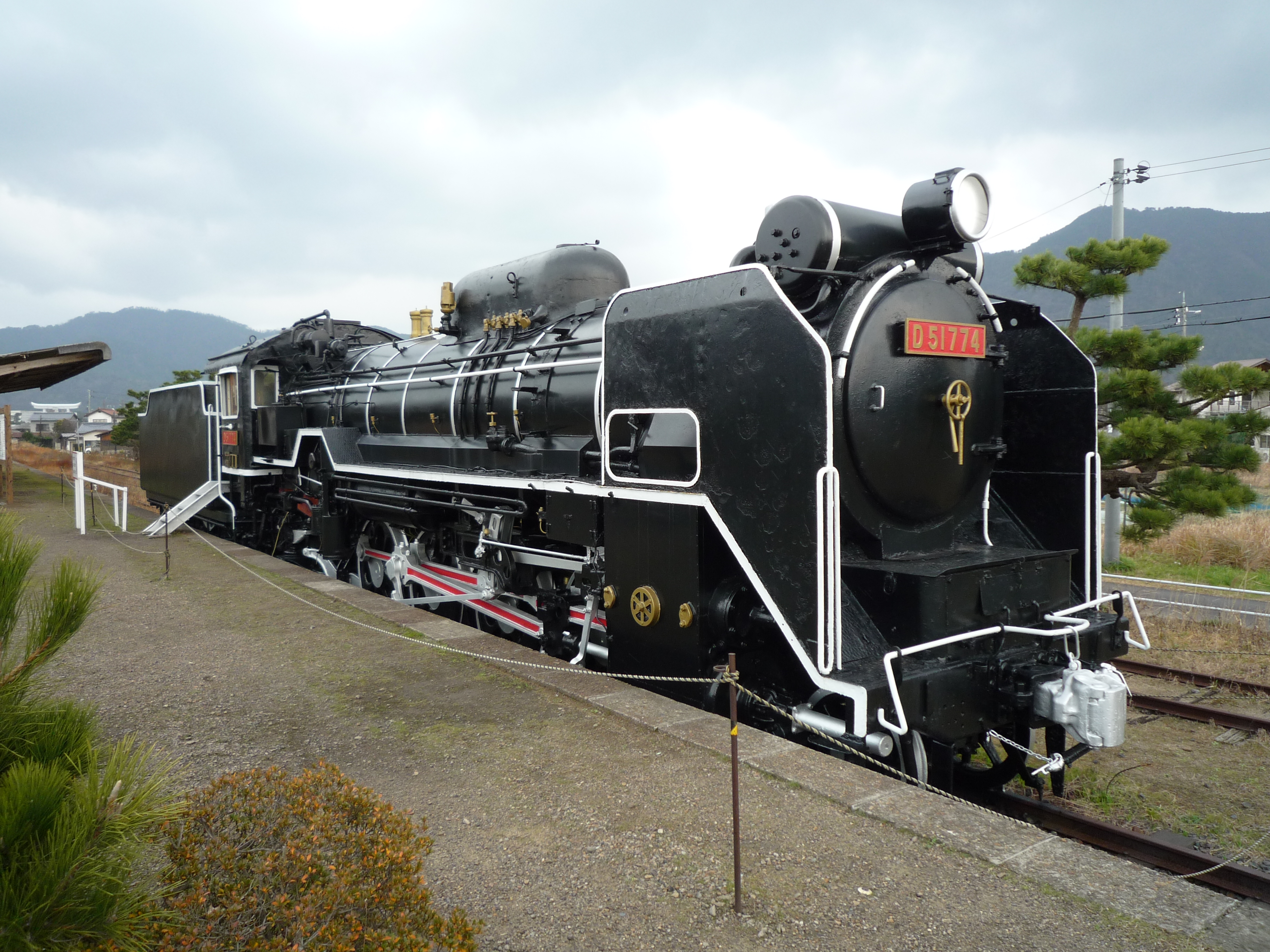
D51型蒸汽机车

日本的蒸氣機車中，有四种车型采用2-8-2輪式。其中最早引进的车型为9700型，數量最多的车型为D51型，最后推出的车型为D52型。应当注意的是，D50型在制造初期被命名为9900型，在1928年10月变更为D50型。而在二战结束后，日本国铁对部分D50型、D51型以及D52型机车增加一对从轮，分别推出D60型、D61型和D62型三种2-8-4轮式蒸汽机车。

### 中国大陆

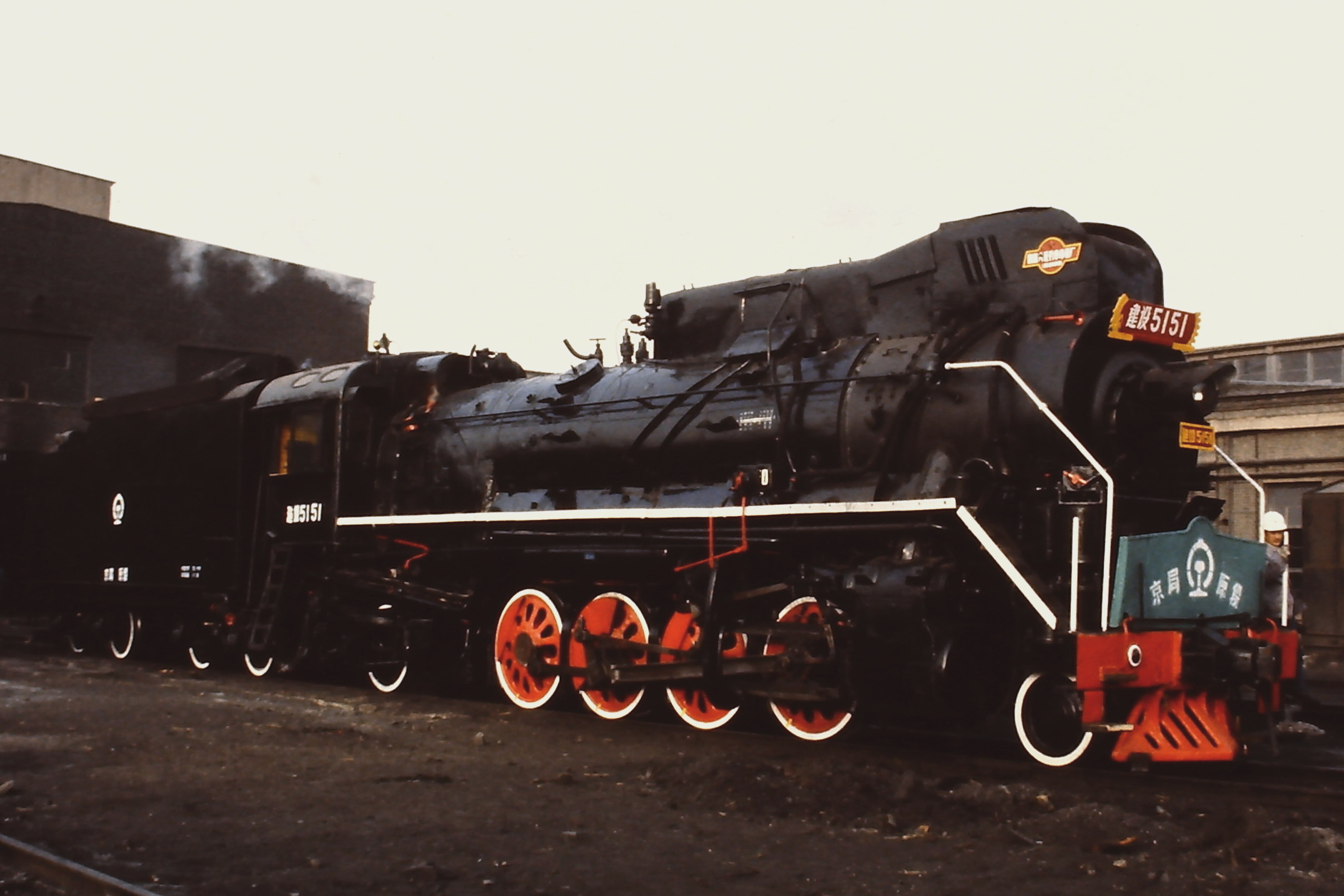
建设型蒸汽机车

中华民国交通部于1947年依照华氏轮式，制订以注音符号为蒸汽机车命名规则。由于当时局势并未全国统一，此一规则无法施行，但2-8-2輪式机车在不同地区至少有“ㄇㄎ型”、“MK型”以及“M型”三种不同命名。中华人民共和国成立后，铁道部于1951年参酌交通部命名规则，以注音符号为蒸汽机车命名。其中2-8-2轴式机车定名为“ㄇㄎ型”（MK型），名称取自“Mikado”或南满州铁道命名方式“ミカ型”（Mika）。
据中国铁道部统计，ㄇㄎ系列蒸汽机车有22种分支车型。1959年改用汉语拼音命名时，配合1950年以后生产之“ㄇㄎ1型”改称为“解放1型”，改名为“JF1型”，故“ㄇㄎ”系列统一改为“JF”系列，并沿用至今。应当注意的是，1956年后相继推出的建设型及上游型虽然亦为2-8-2轮式蒸汽机车，但并不适用前述命名规则。

### 朝鲜半岛

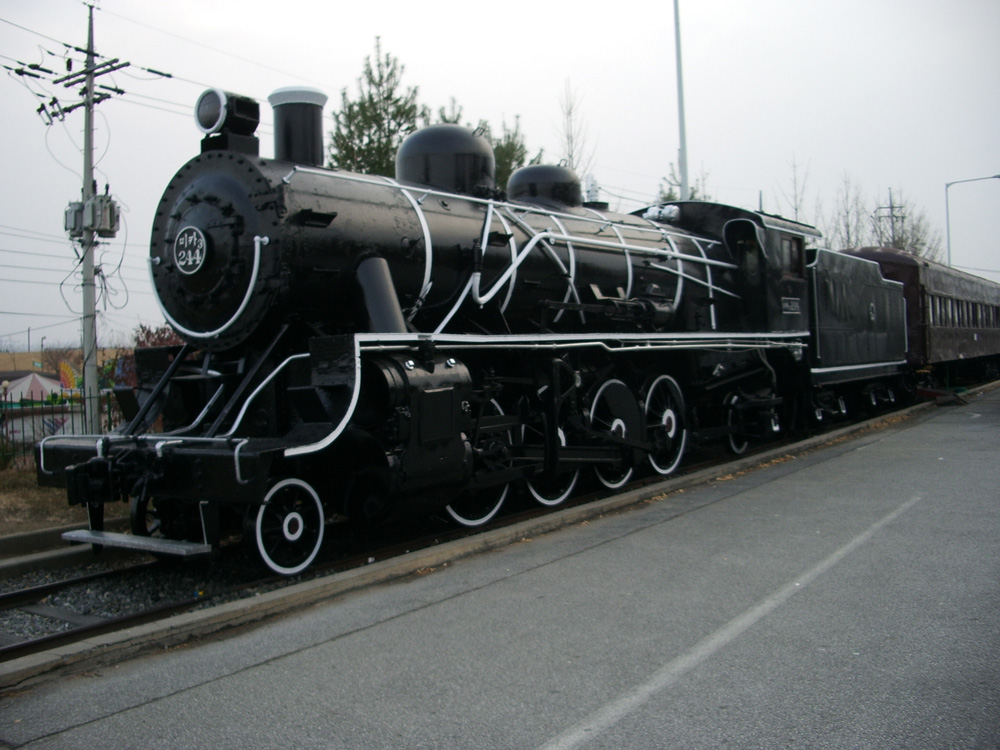
朝鲜总督府铁道Mikasa型蒸汽机车

朝鲜总督府铁道于1919年到1942年间先后订购Mikai型、Mikani型、Mikasa型以及Mikashi型四种2-8-2轮式蒸汽机车，其中Mikasa型是數量最多的车型。应当注意的是，朝鲜总督府铁道在1945年前，从南满洲铁道租借Mikai型机车。这些机车于二战结束后，分别被朝鲜铁道省和韩国铁道接收。
朝鲜战争期间，中国向朝鲜援助至少70台ㄇㄎ系列蒸汽机车，其中包括ㄇㄎ1型；而駐朝鮮美國陸軍司令部軍政廳及聯合國軍先後向日本訂製49輛原滿鐵Mikai型机车、5辆原滿鐵Mikaro型机车以及2辆日本国铁D51型机车，战后这些机车被韩国铁道接收并分别命名为Mika5型、Mika6型和Mika7型。

### 新西兰

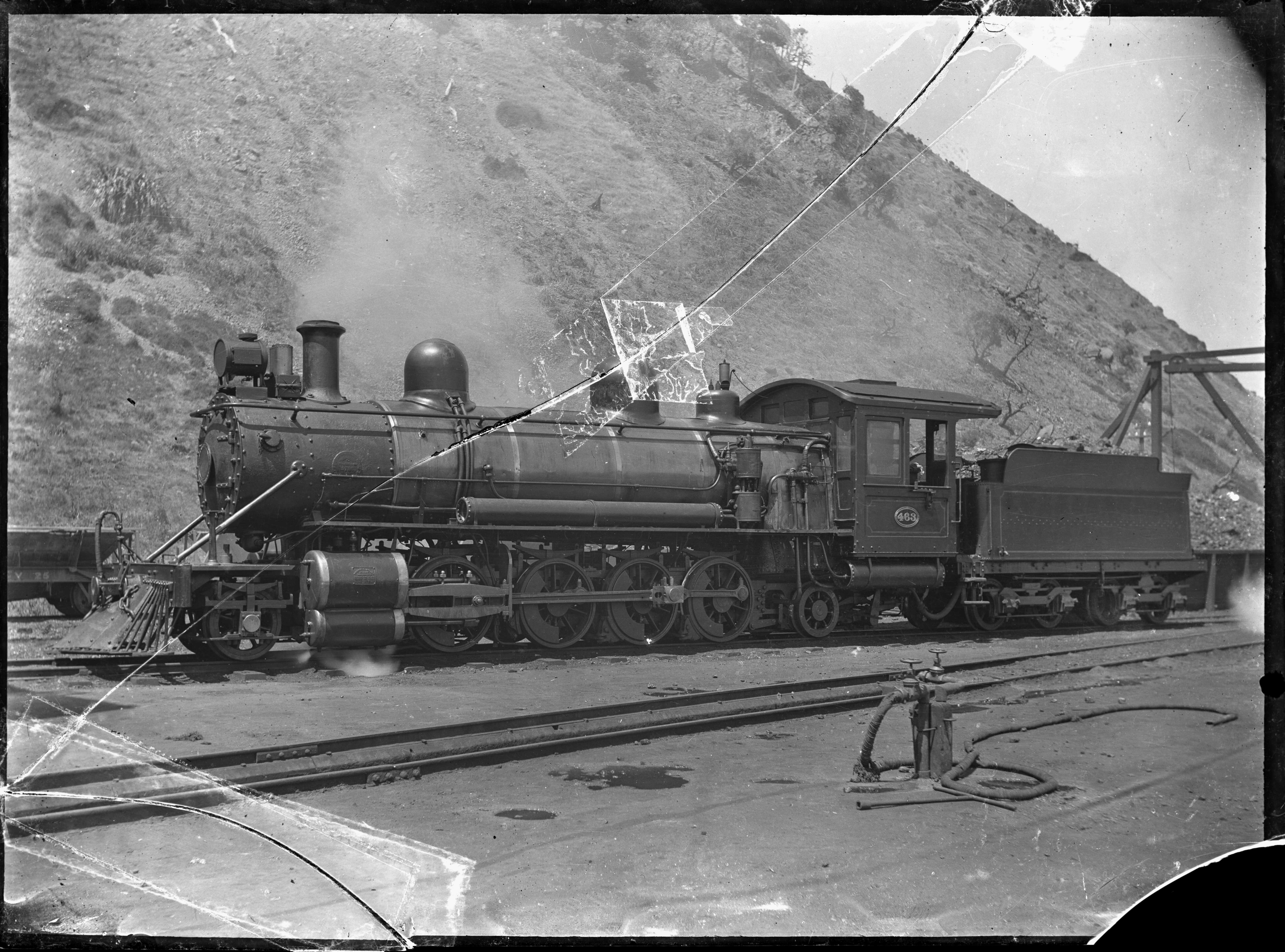
新西兰铁路部BC型蒸汽机车

1901年，惠灵顿-马纳瓦图铁路公司向鲍尔温机车厂订购了一台编号为17的2-8-2轮式蒸汽机车，该机车同时也是新西兰境内唯一一辆此轮式机车。1908年惠灵顿-马纳瓦图铁路公司被新西兰铁路部接收后，该机车被编为BC型蒸汽机车，编号变更为463号。1927年3月31日，该机车退役。

### 苏联
1949年，日本向苏联出口了30台D51型蒸汽机车。这批D51型机车出于防寒需要，将驾驶室采用了密闭构造，一部分构造与日本国铁D51型有所差异，且编号方式也与日本国铁D51型有区别。这批D51型机车被苏联铁路仍编为D51型，并部属于萨哈林岛铁路，使用到1970年代被TG16型柴油机车和TGM7型柴油机车取代。有7台机车退役后被日本买回展示（4台机车保存后解体撤展），1辆静态展示于南萨哈林斯克，1辆动态展示于南萨哈林斯克。